# Hassan Taherian
Hassan Taherian (persisch حسن طاهریان‎; * 1948) ist ein iranischer Diplomat im Ruhestand.

## Werdegang
Er schloss ein Studium der Rechtswissenschaft an der Universität Teheran ab und trat in den auswärtigen Dienst.
An der Glasgow Caledonian University (GCU) in Schottland wurde er zum Doktor der Rechte promoviert.
Von 1980 bis 1984 war er Geschäftsträger in Seoul.
Von 1986 bis 1991 war er Botschafter in Seoul.
Von 1992 bis 1993 war er Botschafter in Pjöngjang.
1995 leitete er die Abteilung Ferner Osten.
Von 1999 bis 2000 war er Botschafter in Dublin.
2002 war er Botschafter in Pjöngjang.
Vom 8. August 2014 bis 2018 war er Botschafter in Seoul.